# Új-Zéland az 1952. évi nyári olimpiai játékokon
Új-Zéland a finnországi Helsinkiben megrendezett 1952. évi nyári olimpiai játékok egyik részt vevő nemzete volt. Az országot az olimpián 5 sportágban 14 sportoló képviselte, akik összesen 3 érmet szereztek.

## Érmesek
| Érem  | Versenyző       | Sportág  | Versenyszám     |
| ----- | --------------- | -------- | --------------- |
| Arany | Yvette Williams | Atlétika | Női távolugrás  |
| Bronz | John Holland    | Atlétika | Férfi 400 m gát |
| Bronz | Jean Stewart    | Úszás    | Női 100 m hát   |

## Atlétika
Férfi
| Versenyző        | Versenyszám | Előfutam      | Előfutam      | Előfutam      | Negyeddöntő | Negyeddöntő | Negyeddöntő | Elődöntő | Elődöntő | Elődöntő | Döntő   | Döntő    |
| Versenyző        | Versenyszám | Idő           | Hely.         | Össz.         | Idő         | Hely.       | Össz.       | Idő      | Hely.    | Össz.    | Idő     | Helyezés |
| ---------------- | ----------- | ------------- | ------------- | ------------- | ----------- | ----------- | ----------- | -------- | -------- | -------- | ------- | -------- |
| Maurice Marshall | 800 m       | 1:56,2        | 4.            | 37.           |             |             |             | kiesett  | kiesett  | kiesett  | kiesett | kiesett  |
| Maurice Marshall | 1500 m      | 4:01,03       | 7.            | 42.           |             |             |             | kiesett  | kiesett  | kiesett  | kiesett | kiesett  |
| George Hoskins   | 1500 m      | 3:56,33       | 1.            | 26.           |             |             |             | 3:52,72  | 12.      | 19.      | kiesett | kiesett  |
| George Hoskins   | 5000 m      | nem ért célba | nem ért célba | nem ért célba |             |             |             |          |          |          | kiesett | kiesett  |
| John Holland     | 400 m gát   | 53,3          | 1.            | 2.            | 52,24       | 1.          | 2.          | 52,22    | 2.       | 3.       | 52,26   |          |

Női
| Versenyző       | Versenyszám   | Selejtező | Selejtező | Döntő    | Döntő    |
| Versenyző       | Versenyszám   | Eredmény  | Helyezés  | Eredmény | Helyezés |
| --------------- | ------------- | --------- | --------- | -------- | -------- |
| Yvette Williams | Távolugrás    | 616 cm    | 1.        | 624 cm   |          |
| Yvette Williams | Súlylökés     | 12,64 m   | 10.       | 13,35 m  | 6.       |
| Yvette Williams | Diszkoszvetés | 41,32 m   | 4.        | 40,48 m  | 10.      |

## Evezés
| Versenyző                                                            | Versenyszám      | Előfutam | Előfutam | Vigaszág | Vigaszág | Elődöntő | Elődöntő | Vigaszág | Vigaszág | Döntő   | Döntő   |
| Versenyző                                                            | Versenyszám      | Idő      | Hely.    | Idő      | Hely.    | Típus    | Idő      | Hely.    | Típus    | Idő     | Hely.   |
| -------------------------------------------------------------------- | ---------------- | -------- | -------- | -------- | -------- | -------- | -------- | -------- | -------- | ------- | ------- |
| Ted Johnson John O’Brien Kerry Ashby William Tinnock Colin Johnstone | Kormányos négyes | 7:25,2   | 4.       | 7:07,3   | 2.       | kiesett  | kiesett  | kiesett  | kiesett  | kiesett | kiesett |

## Kerékpározás

### Pálya-kerékpározás
| Versenyző                       | Versenyszám   | 1. forduló                                                                 | 1. forduló | Vigaszág                                                                               | Vigaszág | Negyeddöntő                                                   | Negyeddöntő | Vigaszág               | Vigaszág | Elődöntő               | Elődöntő | Vigaszág               | Vigaszág | Döntő                  | Helyezés    |
| Versenyző                       | Versenyszám   | Ellenfelek Győztes idő                                                     | Hely.      | Ellenfelek Győztes idő                                                                 | Hely.    | Ellenfelek Győztes idő                                        | Hely.       | Ellenfelek Győztes idő | Hely.    | Ellenfelek Győztes idő | Hely.    | Ellenfelek Győztes idő | Hely.    | Ellenfelek Győztes idő | Helyezés    |
| ------------------------------- | ------------- | -------------------------------------------------------------------------- | ---------- | -------------------------------------------------------------------------------------- | -------- | ------------------------------------------------------------- | ----------- | ---------------------- | -------- | ---------------------- | -------- | ---------------------- | -------- | ---------------------- | ----------- |
| Colin Dickinson                 | Egyéni sprint | Szekeres Béla (HUN) · John Millman (CAN) · Fritz Siegenthaler (SUI) · 11,9 | 4.         | Ray Robinson (RSA) · Hernán Masanés (CHI) · Ken Farnum (JAM) · Ion Ioniţă (ROU) · 12,3 | 3.       | kiesett                                                       | kiesett     | kiesett                | kiesett  | kiesett                | kiesett  | kiesett                | kiesett  | kiesett                | helyezetlen |
| Colin Dickinson Malcolm Simpson | Tandem sprint | Svájc (SUI) · Alfred Arber · Fritz Siegenthaler · 11,3                     | 1.         |                                                                                        |          | Franciaország (FRA) · Franck le Normand · Robert Vidal · 11,1 | 2.          |                        |          | kiesett                | kiesett  | kiesett                | kiesett  | kiesett                | 5.          |

| Versenyző       | Versenyszám     | Eredmény | Helyezés |
| --------------- | --------------- | -------- | -------- |
| Malcolm Simpson | 1000 m időfutam | 1:15,1   | 11.      |

## Súlyemelés
| Versenyző       | Versenyszám | Nyomás   | Nyomás   | Szakítás | Szakítás | Lökés    | Lökés    | Összesen | Helyezés |
| Versenyző       | Versenyszám | Eredmény | Helyezés | Eredmény | Helyezés | Eredmény | Helyezés | Összesen | Helyezés |
| --------------- | ----------- | -------- | -------- | -------- | -------- | -------- | -------- | -------- | -------- |
| Harold Cleghorn | +90 kg      | 130,0    | 6.*      | 117,5    | 6.*      | 152,5    | 7.*      | 400,0    | 7.       |

* - egy másik versenyzővel azonos eredményt ért el

## Úszás
Férfi
| Versenyző       | Versenyszám | Előfutam | Előfutam | Előfutam | Elődöntő | Elődöntő | Elődöntő | Döntő   | Döntő    |
| Versenyző       | Versenyszám | Idő      | Hely.    | Össz.    | Idő      | Hely.    | Össz.    | Idő     | Helyezés |
| --------------- | ----------- | -------- | -------- | -------- | -------- | -------- | -------- | ------- | -------- |
| Lincoln Hurring | 100 m hát   | 1:09,6   | 3.       | 15.      | 1:10,2   | 7.       | 13.*     | kiesett | kiesett  |

Női
| Versenyző    | Versenyszám | Előfutam | Előfutam | Előfutam | Döntő  | Döntő    |
| Versenyző    | Versenyszám | Idő      | Hely.    | Össz.    | Idő    | Helyezés |
| ------------ | ----------- | -------- | -------- | -------- | ------ | -------- |
| Jean Stewart | 100 m hát   | 1:16,0   | 2.       | 4.       | 1:15,8 |          |

* - egy másik versenyzővel azonos időt ért el